# リキメル
フラウィウス・リキメル （ラテン語: Flavius Ricimer、405年頃 – 472年8月18日）は、西ローマ帝国末期のローマ化したゲルマン人の将軍である。456年にアウィトゥス帝を廃位してマギステル・ミリトゥム（軍務長官）の地位に就いた彼は死去する472年までに4人の皇帝を傀儡として擁立し、3人の皇帝を廃位・殺害して国政を壟断した。彼の死の4年後に西ローマ帝国は滅亡した。リキメロスまたはリキメールとも日本語表記される。

## 生涯

### 出自
リキメルは父がスエビ族の王族であり、母は西ゴート王ワリアの姉妹または娘であった。スエビ族と西ゴート族との同盟は418年にワリアが死去する以前に結ばれ、彼の後継者たちは亡き王の親族と敵対関係になったと推測される。西ローマ軍に入ることは蛮族内の主導権争いに敗れた者がしばしば選ぶ選択肢であり、リキメルの家族は西ローマ帝国に仕えるようになった。リキメルの妹は後にブルグント王グンディオクと結婚している。

### 台頭
同時代のシドニウス・アポリナリスの記録によれば、リキメルは皇宮護衛隊長（comes domesticorum）を務めるマヨリアヌスとともにマギステル・ミリトゥム（軍務長官）のアエティウスに仕えており、マヨリアヌスとは親友であった。
454年から455年にかけてアエティウスの粛清とそれを行った皇帝ウァレンティニアヌス3世の暗殺という一連の政変によって西ローマ帝国では権力の空白が生じた。皇帝暗殺の直後に元老院議員ペトロニウス・マクシムスが皇帝たるを宣言するが、僅か在位3か月でローマの群衆によって殺害され、その直後にヴァンダル族によるローマ劫掠が起こっている。ローマ劫掠の後、西ゴート王テオドリック2世はガリア軍区司令官だったアウィトゥスを皇帝に擁立した。アウィトゥスは支持の見返りに西ゴート族にスエビ族が支配するヒスパニアへの侵入を許した。アウィトゥスの申し出に同意したテオドリック2世は彼に西ゴート族の護衛をつけてローマに入城させて帝位を確保させた。アウィトゥス帝は西ゴート族のレミィストゥスをアエティウスの死後空席になっていたマギステル・ミリトゥムに任命している。

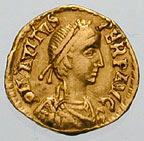
アウィトゥス帝

アウィトゥス帝がローマに到着するとマヨリアヌスは不承不承ではあるが新帝への支持を表明した。その後、アウィトゥス帝はリキメルを軍の要職である督軍（comes：帝国伯）に任命した。
リキメルは配下のゲルマン人傭兵による陸軍と海軍を用いて、帝国と紛争を起こしている蛮族との戦いを指揮した。リキメルは456年にヴァンダル海軍を破り、最初の軍事的成功を収めた。この戦いについて歴史家プロコピオスはアウィトゥス帝が彼をヴァンダル族討伐のためにシチリアに派遣したとし、一方、ガリシア司教ヒダティコスの記録ではコルシカ島の近くでヴァンダル族を撃破したとしている。地中海での戦勝により、アウィトゥス帝はリキメルをイタリア軍区司令長官（magister militum praesentalis）に任命しており、これは西ローマ帝国の軍職では二番目の高位である。
アウィトゥス帝の後ろ盾となっていた西ゴート王テオドリック2世は西ローマ皇帝の名に於いてスエビ族討伐の大義名分を得てヒスパニアに侵攻し、スエビ王レキアリウスの軍勢を撃破したが、その時にはアウィトゥス帝の命運は尽きていた。
アウィトゥス帝は元老院と市民の懇願によってローマに居を定めたが、奢侈と好色が非難の的になり、彼とともにローマに入った西ゴート兵の横暴が市民の憎悪を受けた。市民の暴動が起こり、リキメルがこれを焚き付けた。西ゴート兵は恐れるに足りないと考えたリキメルとマヨリアヌスは公然と反旗を翻し、アウィトゥス帝はローマから逃亡した。アウィトゥス帝はガリアに逃れ、リキメルとマヨリアヌスはローマの元老院を説得してラヴェンナのアウィトゥス派討伐に同意させた。456年10月16日、二人が率いる軍はマギステル・ミリトゥムのレミィストゥス率いる皇帝軍を打ち破り、ラヴェンナを包囲してこれを陥れた。ガリアで兵を集めてイタリアに帰還しようとしたアウィトゥス帝は北イタリアのプラケンティア（現在のピアチェンツァ）でリキメルとマヨリアヌスに敗れて捕えられた。廃位されたアウィトゥス帝はプラケンティア司教として生き長らえることを許されたが、結局、後に殺害されている。西ローマ皇帝が空位になると、この頃に新たに東ローマ皇帝に即位していたレオ1世はリキメルにパトリキ（貴族）の称号を与え、次いで457年2月28日にマギステル・ミリトゥムに任命した。レオ1世はリキメルに代えてマヨリアヌスをイタリア軍区司令に任じた。西ローマ皇帝を欠いた状態であり、レオ1世はリキメルを西方における自らの代理人にしようと望んでいた。

### マギステル・ミリトゥム

#### マヨリアヌス帝（457年 - 461年）

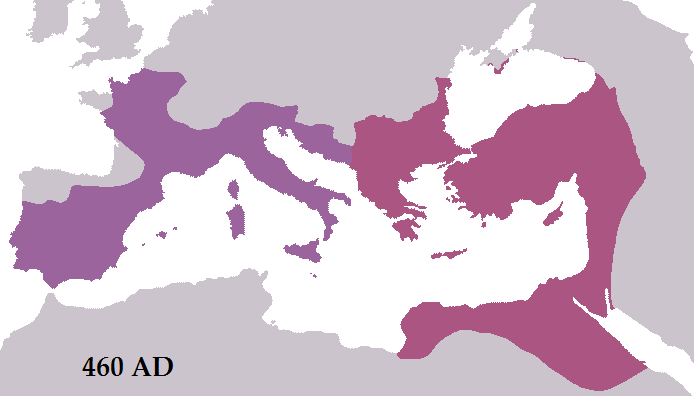
460年時点の東西ローマ帝国

ゲルマン系蛮族出身のリキメルは皇帝になることはできなかったが、マギステル・ミリトゥム（軍務長官）としてガリア、ヒスパニアそして北アフリカを占拠するゲルマン人たちに影響力を及ぼすことができた。彼には西ローマ帝国を解体して東ローマ帝国の代理人として統治する手段と傀儡皇帝を擁立して西方の権力を掌握する手段とがあった。彼自身は前者を望んだが、ローマ人貴族階層がこれに同意しなかったため、リキメルは後者を選ばざるを得なかった。

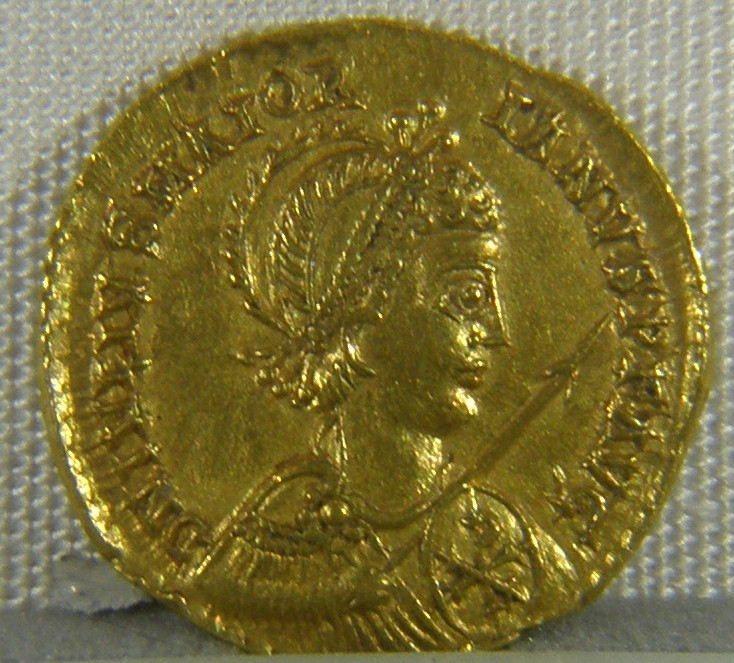
マヨリアヌス帝

西ローマ皇帝の空位を突いてアラマンニ族がイタリアに侵入した。ラエティアを出立した彼らはイタリアに浸透し、マッジョーレ湖にまで進出した。マヨリアヌスは軍を率いて北上し、アラマンニ族を撃退した。457年4月1日、マヨリアヌスはアド・コルメラス（ad Columellas）と呼ばれる場所で兵士たちによって皇帝に推戴された。マヨリアヌスが自らの傀儡になりうると考えたリキメルは東ローマ皇帝レオ1世を説得して彼の即位に同意するよう促しました。
リキメルは友人を操縦しうると考えていたが、マヨリアヌス帝は諸改革に取り組み、統治者としての有能さを示した。新帝はガリアの再征服とヒスパニア遠征で軍事的力量をも示した。マヨリアヌス帝はブルグント族と西ゴート族を屈服させてアウィトゥス帝以前の同盟部族（フォエデラティ）の立場に戻させることに成功した。そして、マヨリアヌス帝はヴァンダル王ガイセリックとの戦いを準備する。
ヒスパニアで遠征艦隊を建造していたマヨリアヌス帝は現在のバレンシア近くで（臣下の裏切りにより）ガイセリックの奇襲を受けて大敗を喫し、艦隊は焼き払われた。このため、マヨリアヌス帝はヴァンダル族によるアフリカとコルシカ島そしてバレアレス諸島の支配を認めざる得なくなり、アフリカ西部のヌミディアとマウレタニアの支配も失ってしまった。
マヨリアヌス帝は軍を解いてイタリアへ帰還しようとしたが、彼の不在中にリキメルは皇帝に反旗を翻すよう元老院を説得していた。皇帝が北イタリアのトルトーナにまで来ていると知ったリキメルは兵を送り、彼を捕えた。461年8月3日にリキメルはマヨリアヌス帝を廃位し、8月7日に拷問を加えたうえで斬首した。

#### リウィウス・セウェルス帝（461年 - 465年）

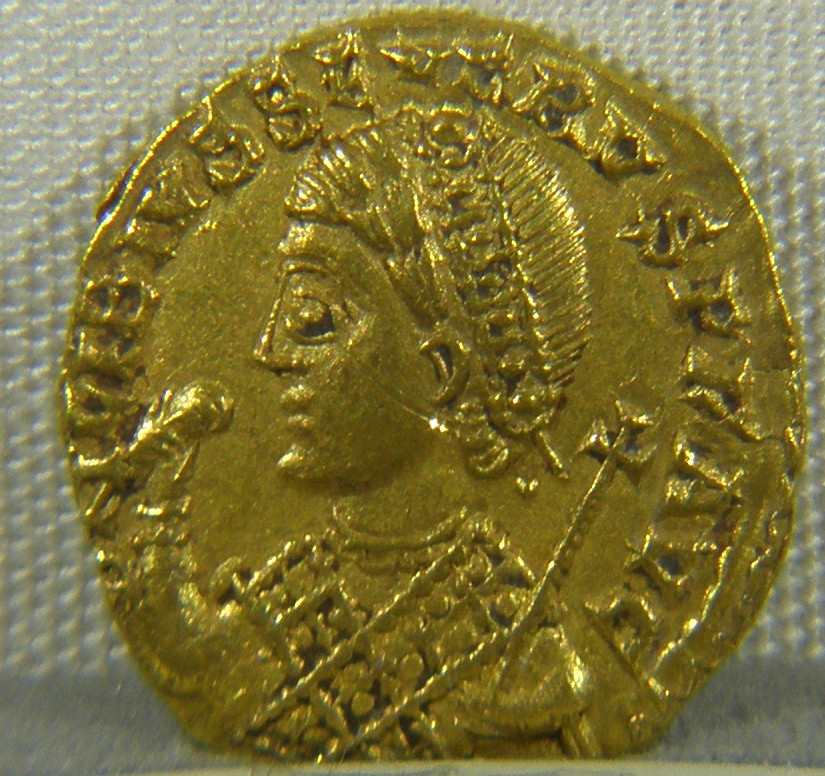
リウィウス・セウェルス帝

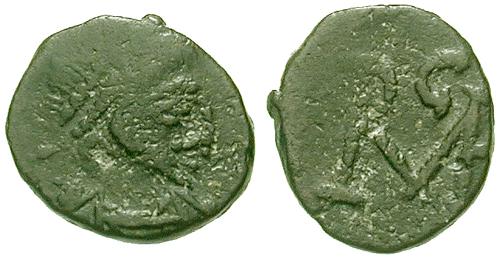
リウィウス・セウェルス帝のアス（青銅貨）。裏面にリキメルのモノグラムが刻印されている。

リキメルはおよそ3か月間、西ローマ帝国を皇帝不在のまま統治し、461年11月19日に凡庸な元老院議員リウィウス・セウェルスを傀儡皇帝に擁立した。リウィウス・セウェルスは元老院の承認を受けていたが、東ローマ皇帝レオ1世は彼を同僚たる西帝と認めることを拒否した。
リキメルによるマヨリアヌス帝殺害は軍隊の一部、とりわけアエギデゥスとマルケリヌスには不満であった。二人の将軍はリキメルと公然と抗争をはじめ、リウィウス・セウェルス帝を認めようとはしなかった。シチリアを守っていたマルケリヌス将軍はリキメルの指金で部下が反乱を起こすと、ダルマチア属州へ渡って東ローマ皇帝の名のもとに占拠し、パトリキウス（貴族）を自称して割拠した。ガリア督軍兼司令官だったアエギデゥスは優れた人格の有能な将軍として評価されており、リキメルの術策と西ゴート族によってローマ進軍こそ叶わなかったが、フランク族の支持を受けて465年に死去するまでガリアを統治し続けている。
西方の将軍たちと敵対してはいたが、従順なリウィウス・セウェルス帝を傀儡とするリキメルは西ローマ帝国の主人となった。リウィウス・セウェルス帝の治世においてリキメルが直面した主要な問題はヴァンダル族との軍事的対立と東ローマ帝国との政治的対立である。ヴァンダル族は455年に皇帝ウァレンティニアヌス3世が暗殺されて以降、イタリア沿岸部への襲撃を続けており。イタリア経済を破滅へと追いやっていた。同時に東ローマ皇帝レオ1世はリウィウス・セウェルス帝の合法性の承認を拒み、この結果、西ローマ帝国への援助も行おうとはしなかった。462年に東ローマ帝国はヴァンダル王ガイセリックと和平結んだが、ヴァンダル族の襲撃に介入しようとはしなかった。
税収は激減し、そして西方の主要部隊は反対派の支配下にあったことにより、リキメルは西ローマ帝国の安定を回復するために東ローマ帝国の援助を渇望していた。このような状況下では、リウィウス・セウェルス帝の存在はリキメルにとって障害になった。465年にリウィウス・セウェルス帝が死去すると（カッシオドルスの著作によればリキメルに毒殺されたという）、リキメルは18か月間、西ローマ皇帝を空位のままとし、東ローマ皇帝レオ1世がリウィウス・セウェルス帝の後継者を指名するのを待った。

#### アンテミウス帝（467年 - 472年）

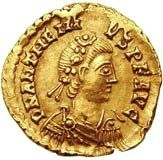
アンテミウス帝

ヴァンダル族はこの皇帝の空位が西ローマ帝国に対する影響力を増す好機であるととらえた。ヴァンダル族の王ガイセリックはオリブリオスを西ローマ皇帝の候補に推した。オリブリオスとガイセリックの息子フネリックはともにウァレンティニアヌス3世の皇女を妻としており、ガイセリックとは縁戚関係にあった。オリブリオスが帝位に就けば、ガイセリックがリキメルに代わる帝国の実権者となりうる。東ローマ皇帝レオ1世に圧力をかけるべく、ヴァンダル族はイリュリクムやペロポネソス半島その他のギリシャ沿岸の東ローマ帝国の領域を襲撃した。
ヴァンダル族の襲撃の増加に直面したレオ1世は467年にイリュリクム軍区司令官のアンテミウスを西ローマ皇帝に指名した。レオ1世はアンテミウスにダルマチア軍区司令官のマルケリヌス将軍（先にリキメルに反逆した人物）をつけてイタリアに送り込み、西の帝位を確保させるとともにヴァンダル族から北アフリカを奪回することを望んだ。当初、リキメルはアンテミウスの指名は自らの権力を弱めるものになると見なした。リウィウス・セウェルス帝と異なり、アンテミウスは成功した軍歴を持ち、さらにはテオドシウス朝との血縁も有していた。しかしながら、東ローマ帝国からの援助を欲していたリキメルは彼を受け入れざるを得なかった。新帝との絆を強めるためにリキメルはアンテミウスの娘のアリピアと結婚し、しばらくの間は両者の間に平穏が保たれた。
アンテミウスは即位するとすぐにリキメルの権力と釣り合いをとらせるためにマルケリヌスにパトリキ（貴族）の称号を与え、リキメルと並ぶ二人目のマギステル・ミリトゥムに任じた。468年、東ローマ皇帝レオ1世は北アフリカのヴァンダル族に対する大攻勢を組織させ、東西のローマ帝国が相当数の軍隊を集めた。レオ1世の義弟にあたるトラキア軍区司令官のバシリスクスが東西合同軍の最高司令官となり、マルケリヌスが西方からの攻撃の指揮官となった。バシリスクスとマルケリヌスそしてエジプト軍区督軍のヘラクリウスによる三方向からの攻撃が計画された。1,000隻の船団によって運ばれるバシリスクスの率いる主力部隊がカルタゴから離れた場所に上陸し、トリポリタニアから西進するヘラクリウスの軍隊と合流する手はずになっていた。マルケリヌスはシチリアとサルデーニャを確保した上でカルタゴへ向かう。マルケリヌスの指揮下に置かれたリキメルは遠征の西方軍のかなりの部隊を指揮下した。遠征中のリキメルの行動は彼がひそかに敗戦を望んでいるのではないかとの疑惑をもたらした。これは現実のものとなり、ボン岬の戦いで合同軍は惨敗を喫した。艦隊の半数が沈められてバシリスクスはコンスタンティノープルへ逃げ帰り、マルケリヌスは（恐らくはリキメルの使嗾により）シチリアで部下に暗殺された。この結果、トリポリタニアとサルデーニャそしてシチリアがヴァンダル族に征服された。
ヴァンダル族に対する遠征の失敗は東西ローマ帝国の軍事力を大きく減らせた。敗戦を知った西ゴート族はガリア・ヒスパニアへの領土拡大を、ヴァンダル族はイタリア襲撃をおのおの再開させた。加えて、マルケリヌスの死により、リキメルが西ローマ帝国における唯一のマギステル・ミリトゥムとなってしまった。マルケリヌスはアンテミウス帝が重用する二人の将軍の一人であり、彼の死は皇帝とリキメルとの確執を広げることになった。リキメルはアンテミウス帝を「つまらぬギリシャ人」（graeculus）と呼び、アンテミウス帝はリキメルを「忘恩の男」と罵った。彼らの不和が臨界点に達したのはリキメルの支持者であったマギステル・オフィキオルム（内務長官）ロマヌスの裁判であり、470年にアンテミウス帝は反逆罪により死刑を宣告した。アンテミウス帝がロマヌスを処刑するとリキメルは数千の兵を率いて北上し、メディオラヌム（現在のミラノ）に入った。メディオラヌム司教エピファニウスが両者の調停にあたった。

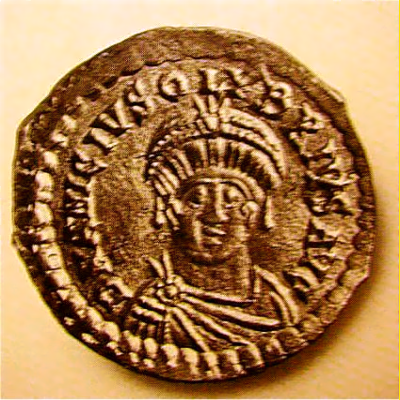
オリブリオス帝

司教の尽力にもかかわらず472年に内戦が勃発した。蛮族の傭兵（オドアケルの兵も含まれていた）を率いるリキメルはローマへと進軍した。包囲されたアンテミウス帝は聖ペテロ大聖堂に避難した。東ローマ皇帝レオ1世は両者の仲介のためにオリブリオス（以前、ヴァンダル王ガイセリックが皇帝に擁立しようとした人物）を派遣したが、（ヨハネ・マララスの記録によれば）同時にアンテミウス帝に対して彼を殺すようにと勧める秘密の手紙を送っていた。リキメルはこの手紙を手に入れてオリブリオスに示し、彼に皇帝の印である紫衣を贈った。包囲戦は5か月間続いた。リキメルは市内への突入に成功し、テヴェレ川の港とパラティーノとを分断して皇帝の支持者たちを飢えさせた。両軍ともガリアの軍隊に援軍を求めたが、ブルグント族のガリア軍区司令官グンドバトは叔父のリキメルに加担していた。
アンテミウス帝は支持者たちがみな逃げ出すまで踏みとどまった。物乞いに変装して町から脱出しようとした皇帝はサンタ・マリア・イン・トラステヴェレ聖堂で捕えられ、7月11日にここで斬首された。その後、リキメルはオリブリオスを正式に皇帝の座に据えた。

### 死去

ロムルス・アウグストゥルスが廃位された476年時点の東西ローマ帝国。ガリアの大部分とヒスパニアが失われている。残されたガリア北部もシアグリウスの支配のもと事実上の独立状態だった。

アンテミウス帝を廃位した6週間後の472年8月18日にリキメルは不意の大出血によって死去した。彼のパトリキ（貴族）の称号とマギステル・ミリトゥム（軍務長官）の役職は甥のグンドバトに引き継がれた。グンドバトは翌473年にブルグンド王に即位した。また、リキメルが最後に擁立したオリブリオス帝は僅か4か月の在位で死去している。
以後、強力な指導者を欠いた西ローマ帝国はより頻繁な皇帝の廃立を繰り返すことになり、効果的に権力を固めることができた者はいなかった。リキメルの死から4年後の476年にゲルマン人の傭兵隊長オドアケルが最後の西ローマ皇帝ロムルス・アウグストゥルスを廃位しており、彼は紫衣をはじめとする皇帝の印と帝座をローマからコンスタンティノープルに移すとの書簡を東ローマ皇帝ゼノンに送り、一般的にはこれをもって古代ローマ帝国の滅亡とされている。
J・B・ベリーをはじめとるする歴史家たちはリキメルの地位と帝国支配は彼以前にマギステル・ミリトゥムに就任したヴァンダル族出身のスティリコの時代と彼の死後にイタリア王となったオドアケルとをつなげるものであったと結論付けている。

## 関連図書
- Friedrich Anders: Flavius Ricimer: Macht und Ohnmacht des weströmischen Heermeisters in der zweiten Hälfte des 5. Jahrhunderts. Frankfurt a. M. 2010.
- Max Flomen: The Original Godfather. Ricimer and the Fall of Rome. In: Hirundo 8, 2009, pp. 9ff.
- Penny MacGeorge: Late Roman Warlords. Oxford 2002, pp. 167ff.
- John M. O'Flynn: Generalissimos of the Western Roman Empire. Edmonton 1983.
- Guy Lacam: Ricimer. Un Barbare au service de Rome. Paris 1986.
- Julian Reynolds. "Defending Rome: The Masters of the Soldiers" Xlibris 2012.
- L. Robert Scott: Antibarbarian Sentiment and the "Barbarian" General in Roman Imperial Service: The Case of Ricimer. In: J. Harmatta (ed.): Proceedings of the 7th Congress of the International Federation of the Societies of Classical Studies Bd. 2, Budapest 1984, pp. 23ff.